# Kosica
Kosica (ros. Косица) – chutor w zachodniej Rosji, w sielsowiecie porieczeńskim rejonu sudżańskiego w obwodzie kurskim.

## Geografia
Miejscowość położona jest nad rzeką Sudża, 15 km od granicy z Ukrainą, 1,5 km od centrum administracyjnego sielsowietu porieczeńskiego (Czerkasskoje Poriecznoje), 13,5 km od centrum administracyjnego rejonu (Sudża), 77 km od Kurska.

## Demografia
W 2010 r. miejscowość zamieszkiwało 35 osób.